# Floyd (Virginia)
Floyd ist eine US-amerikanische Gemeinde (town) im Floyd County des Bundesstaates Virginia. Das U.S. Census Bureau hat bei der Volkszählung 2020 eine Einwohnerzahl von 448 ermittelt. Die Gemeinde liegt im gleichnamigen Floyd County und ist dessen Hauptort.

## Geographie
Die in der Region der Blue-Ridge-Mountains im Südwesten Virginias gelegene Gemeinde hat eine Fläche von 1,2 km2 und keine nennenswerten Wasserflächen.

## Geschichte
Das Gebiet um Floyd war ein Jagdgebiet des Canawhay-Stamm und wurde bereits in der zweiten Hälfte des 17. Jahrhunderts von britischen Siedlern erkundet. Ursprünglich wurde die Gemeinde als Jacksonville bezeichnet, da sie in der Amtszeit des 7. US-Präsidenten Andrew Jackson gegründet wurde. 1896 wurde sie nach John Floyd, einem Gouverneur Virginias, umbenannt.

## Wirtschaft
Seit dem Niedergang der traditionellen Waldwirtschaft und Textilindustrie bildet die Landwirtschaft in Verbindung mit dem 'local food movement' und der Kreativ- und Musikindustrie den Schwerpunkt der wirtschaftlichen Aktivitäten.

## Kultur
Floyd gilt als eines der Zentren der Bluegrass und Old-Time-Music. Das regelmäßig stattfindende Floyd Jamboree hat sich seit den 1980er Jahren zu einem weit bekannten Ereignis der Musikszene entwickelt. So ist Floyd z. B. auch Sitz des 1963 gegründeten Plattenlabels County Records, das sich auf den Vertrieb von old-time und bluegrass Musik spezialisiert hat.

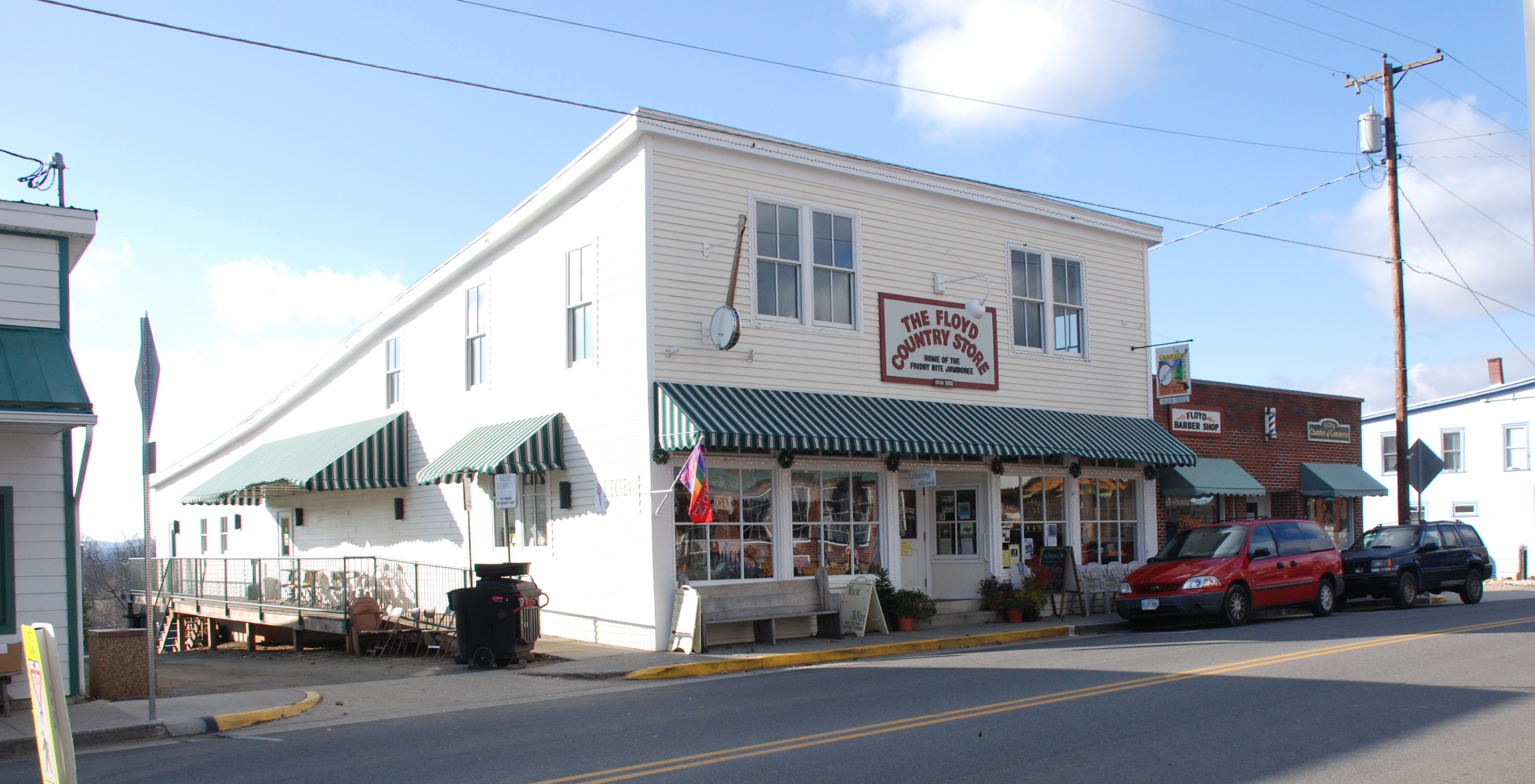
Floyd Country Store, Veranstaltungsort des „Friday Night Jamboree“
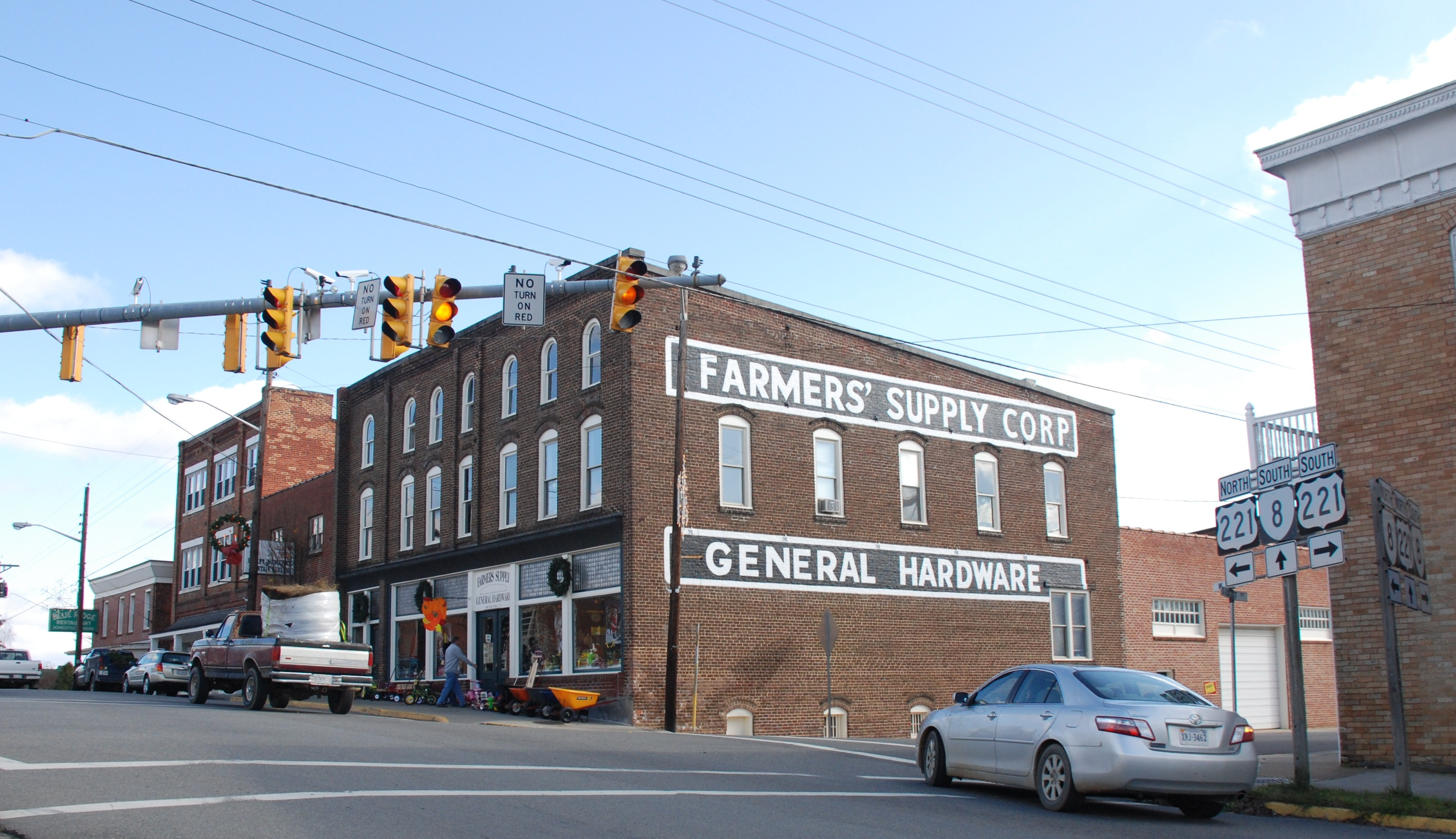
Hardware store in der Ortsmitte

## Personen
- Curtis Turner – ehemaliger NASCAR-Fahrer